# ジギスムント・フォン・ノイコム
ジギスムント・リッター・フォン・ノイコム（Sigismund Ritter von Neukomm, 1778年7月10日 ザルツブルク - 1858年4月3日 パリ）は、オーストリアの作曲家、ピアニスト。出生名はジギスモント・ノイコム（Sigismond Neukomm）であり、騎士（リッター）に叙任されたことで「リッター・フォン」の称号を名乗った。

## 生涯・作品
ノイコムはザルツブルク大学で哲学と数学を学ぶ一方で、ミヒャエル・ハイドンに師事して理論を学んだ。彼は1792年にザルツブルク大学の名誉オルガニストとなり、1796年にはザルツブルク宮廷劇場の合唱指揮者に任命された。ノイコムは1804年から1809年までサンクトペテルブルクのドイツ劇場でカペルマイスターを務め、さらに1810年代には南米ブラジルで過ごし、この地にフランツ・ヨーゼフ・ハイドンやモーツァルトの作品を普及させた。彼はリオデジャネイロの ジョアン6世の宮廷で働いた。
ノイコムは1821年にパリへ戻り、以降1858年に死去するまでヨーロッパを旅しながら作曲活動を続けた。
ノイコムが作曲した作品は数多い。年長の作曲家の許しを得て、彼はハイドンの楽曲の編曲を行った。彼が編曲した作品には、オラトリオ『四季』『天地創造』などがある。彼が作曲した作品にはクラリネット五重奏曲、数曲のオルガン・ヴォランタリー（Voluntary）、10作のオペラ作品、4作の劇作品のための付随音楽、48曲のミサ曲、8作のオラトリオ、さらには声楽曲・ピアノ独奏曲といった数多くの小品、そして200曲ほどの歌曲がある。